# Elo Šándor
Elo Šándor (álnév: Dušan Lipnický, E. Š., Ján Kmec, Jano Ozembuch, Kanaček, Knahanec; Verbó, 1896. március 8. – Pozsony, 1952. január 9.) szlovák író  és újságíró.

## Élete
Egy asztaloscsaládban született, elemi iskolába szülővárosában járt, majd üzleti akadémiát végzett Kolínban.
Aktívan részt vett az első világháborúban folytatott harcokban. A csatatérről való visszatérése után Vágújhelyen bankjegyzőként dolgozott, 1919 és 1924 között a nagyszombati Figaro édességgyárban volt alkalmazott. Bankjegyzőként, tisztviselőként dolgozott Pozsonyban (1924–1932) és Kassán (1932–1934), majd ismét Pozsonyban (1932–1944). 1939-ben Illavában bebörtönözték, 1944-ben a szlovák nemzeti felkelés résztvevője (1944–1945), illegálisan élt Verbó és Irtványos környékén. 1945-től haláláig a Pozsonyi Beruházási (Befektetési) Bank igazgatója volt.

## Munkássága
Kašník atya (1922) című darabjával debütált, munkája középpontjában a humoros próza állt.
A realisztikus irodalom képviselője, műveinek nagy része vidám hangulatú, tele szituációs humorral és anekdotákkal. Munkáit az élet-optimizmus és a „népi parasztérzet” jellemzi, de elsősorban az egyszerű történetek egyszerű elmondása. Témáival visszatér a falusi környezetbe, a közvetlen beszédben keletszlovák nyelvjárást használ. Alkotásaiban megjelennek a politikai szatíra elemei is.

## Művei

### Dráma
- Pán otec Kašník (1922) Kašník atya

### Próza
- Sváko Ragan z Brezovej, trojzväzkové príbehy podnikavého garbiara (zinscenované v roku 1976) (1927) Sváko Ragan Brezóból, háromkötetes története egy vállalkozóról (1976-ban színpadra alkalmazták)
- Pamäti náhradného učiteľa, životopis učiteľa na vrbovských kopaniciach (1929) A helyettes tanár emlékei, a Vrbovské kopanice tanárának életrajza
- Od Laborca, Hornádu, od Váhu i Dunaja, humoristické obrázky a črty (1930) Laborecből, Hornádból, Váhból és a Dunából, humoros képek és látványosságok
- Figliari, súbor humoristických poviedok (1933) Figliari, humoros novellák gyűjteménye
- Rozmarné historky, súbor humoresiek vyjadrujúcich satiru na povojnové časy (1935) Szeszélyes történetek, humoros történetek, amelyek a háború utáni idők szatíráját fejezik ki
- Zákonodarci (politikai szatíra, 1936)  Törvényhozók
- Pozor na mužov (humoreszkek, 1945) Vigyázz a férfiakra
- Byrokrati, humoristické obrázky o obecných úradníkoch (1945) Bürokraták, humoros képek az önkormányzati tisztviselőkről
- Rozprávky z priečinka, satirické kresby malomestských úradníkov (1945) Mesék egy mappából, a kisváros tisztviselőinek szatirikus rajzai

### Publicisztika
- Moje dojmy z ciest po ZSSR, politická publicistika (1936) Benyomásaim a Szovjetunióban tett utazásokból (politikai újságírás)
- Bratislava – Moskva (1937)[1] Pozsony – Moszkva
- Lesná správa, memoárová novela o odbojovej činnosti (1946) Erdőjelentés (Emlékirat az ellenállási mozgalomról)
- Ilava, reportáže z internačného tábora (1947) Ilava (Jelentések a internálótáborból)

### Egyéb alkotások
- Navštívil som Kolowratský palác v Prahe (1938)
- Holubiar (1942)
- Panská nemoc (1946) Kastélybetegség
- Fekúlium (1948)

## Fordítás
- Ez a szócikk részben vagy egészben  az   Elo Šándor  című szlovák Wikipédia-szócikk ezen változatának fordításán alapul.  Az eredeti cikk szerkesztőit annak laptörténete sorolja fel. Ez a jelzés csupán a megfogalmazás eredetét és a szerzői jogokat jelzi, nem szolgál a cikkben szereplő információk forrásmegjelöléseként.